# Benny Beaver

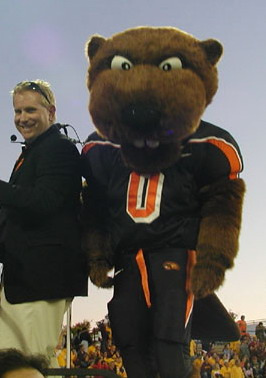
A jelmezt viselő Patrick H. és Brad Townsend, az indulózenekar vezetője

Benny Beaver az Oregoni Állami Egyetem sportegyesülete, az Oregon State Beavers hódalakot öltő kabalája. Bevezetésének ideje ismeretlen, de már az 1940-es évekbeli évkönyvekben is szerepelt. 1896-ban a hallgatói újság felvette a Beaver nevet. 2011-ben a Capital One az év kabalájának választotta.
Oregon államban mindig népszerű volt a hód. Az ország keleti részén és Európában a gazdagabbak gyakran viseltek hódszőrből készült kalapot, az 1700-as években pedig virágzott a hóddal való kereskedelem. A 19. században felfedezett amerikai északnyugaton a hód elterjedt volt, és Oregon szimbóluma, illetve gazdasági és turisztikai ösztönzője lett. A hód az állam hivatalos állata és zászlaján is szerepel.

## Története
1896-ban a hallgatói újság, 1916-ban pedig az évkönyv is felvette a Beaver nevet (a hód az Oregoni Egyetem hallgatói között is népszerű volt). A „Benny Beaver” név először az 1942-es évkönyvben szerepelt. A korábbi kabalák közt volt a hallgatók körében népszerű „Doc” Bell, az igazgatótanács tagja; „Jimmy”, a sakál; valamint „Bulldog”, a birkózók nem hivatalos szimbóluma. A Benny név 1945-ben lett hivatalos; korábban kétszer is élő állatot tettek meg kabalának: Bevót (1922-ben ellopták) és Billyt.
Az 1951-től használt hódalakot Arthur C. Evans, a Disney grafikusa rajzolta, aki több száz amerikai intézmény számára tervezett kabalákat. Az ábra szerepel a Teen Wolf című filmben is.
Az 1940-es években a sportmérkőzés során a hallgatók egy hódszobrot hordtak maguknál. Az 1941-es évkönyvben még a Billy, az 1942-esben már a Benny név szerepel. A szoborra elhasználódását követően „a lerágott rönkként” hivatkoztak. Élőben először Ken Austin öltötte magára a jelmezt az 1952. szeptember 18-ai sportmérkőzésen. Az 1980-as és 1990-es években gyakran szerepelt mellette egy másik hódfigura, Bernice is.
1998-ban a No Dinx, 2013-ban pedig a Nike újrarajzolta; 2001-ben mezszínét is megváltoztatták. Mind az amerikaifutball-, mind a kosárlabda-mérkőzéseken a 0-s mezszámot viseli (korábban előbbieken a 100-ast, utóbbiakon a 6-ost hordta). 2010 decemberében a húsz legrosszabb viselkedésű kabala listáján a 13. helyre került. 2011-ben a Capital One az év kabalájának választotta, így szerepelhetett a következő évi All-America kabalabemutatón, a sportegyesület pedig ezer dollárt nyert.
A 2024-es amerikaifutball-szezon félidejében eljegyzést kötött Bernice-szel. Az eseményen részt vett a Washington State Cougars kabalája, Butch T. Cougar is.

## Fordítás
- Ez a szócikk részben vagy egészben  a   Benny Beaver című angol Wikipédia-szócikk ezen változatának fordításán alapul.  Az eredeti cikk szerkesztőit annak laptörténete sorolja fel. Ez a jelzés csupán a megfogalmazás eredetét és a szerzői jogokat jelzi, nem szolgál a cikkben szereplő információk forrásmegjelöléseként.